# Чабини
Чабини (словац. Čabiny) — село в Словаччині, Меджилабірському окрузі Пряшівського краю. Розташоване в північно-східній частині Словаччини, в долині річки Лаборець, на автошляху Меджилабірці-Гуменне. Село виникло у 1964 році об'єднанням Вишніх Чабин та Нижніх Чабин, частину між ними місцеві називають «Середні Чабини».

## Історія
Давнє лемківське село. Уперше згадується в 1478 році.

## Пам'ятки
У селі є греко-католицька парафіяльна церква Різдва Пресвятої Богородиці з 1812 року в стилі неоренесансу, з 1963 року національна культурна пам'ятка та православна церква з 1925 року в історичному стилі.

## Населення
| Рік:            | 1994. | 2004.   | 2014.   | 2024.    |
| --------------- | ----- | ------- | ------- | -------- |
| Кількість осіб: | 393   | 409     | 374     | 280      |
| Різниця:        |       | +4,07 % | -8,55 % | -25,13 % |

| Рік:            | 2023. | 2024.   |
| --------------- | ----- | ------- |
| Кількість осіб: | 292   | 280     |
| Різниця:        |       | -4,10 % |

У селі проживає 382 особи.

### Перепис 1880
У Вишніх Чабинах проживало 468 осіб, з них 392 вказали рідну мову русинську, 39 німецьку, 19 словацьку, 4 угорську, 8 було чужинців а 6 німих. Релігійний склад: 397 греко-католиків, 30 римо-католиків, 41 юдей.
У Нижніх Чабинах проживали 234 особи, з них 186 вказали рідну мову русинську, 30 німецьку, 5 словацьку, 11 було чужинців а 2 німі. Релігійний склад: 189 греко-католиків, 12 римо-католиків, 33 юдеїв.

### Перепис 1910
У Вишніх Чабинах проживали 483 особи, з них 434 вказали рідну мову русинську, 26 німецьку, 19 угорську, 4 іншу. Релігійний склад: 434 греко-католики, 25 юдеїв, 19 римо-католиків.
У Нижніх Чабинах проживало 359 осіб, з них 284 вказали рідну мову русинську, 63 німецьку, 6 угорську, 1 словацьку, 1 румунську, 4 іншу. Релігійний склад: 283 греко-католики, 62 юдеїв, 14 римо-католиків.

### Перепис 2001
Національний склад населення (за даними останнього перепису населення — 2001 року):
- русини — 45,35 %
- словаки — 39,77 %
- українці — 8,14 %
- чехи — 1,40 %

Склад населення за приналежністю до релігії станом на 2001 рік:
- греко-католики — 51,16 %,
- православні — 35,81 %,
- римо-католики — 5,58 %,
- не вважають себе віруючими або не належать до жодної вищезгаданої церкви — 7,21 %.

### Видатні постаті
- Анатолій Кралицький — письменник (автор оповідання «Князь Лаборець» (1863)), історик, фольклорист, публіцист, громадський діяч-будитель, ігумен Мукачівського монастиря.

## Географія
Протікає річка Єдловець.